# گردان‌های امام علی

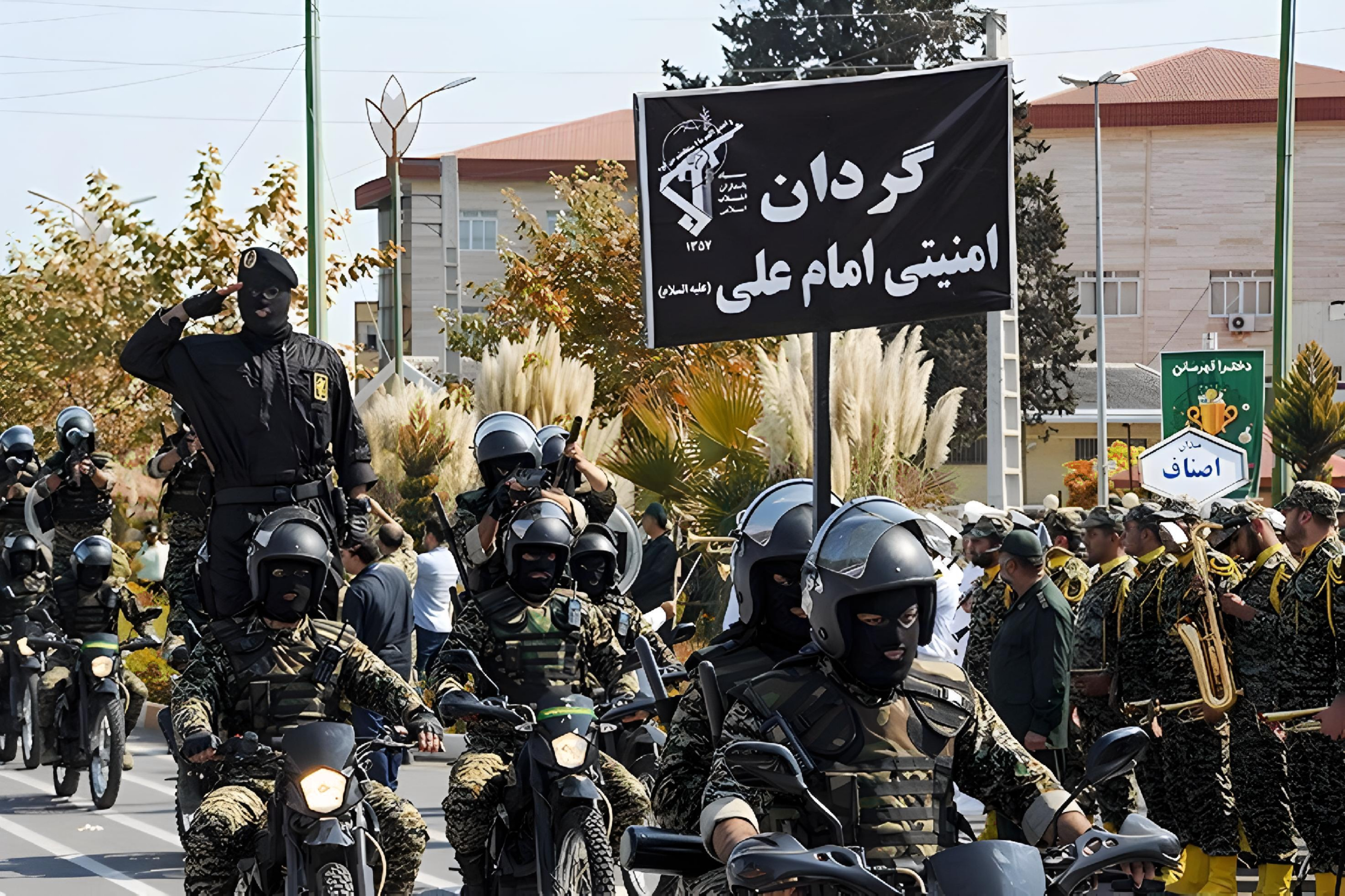
گروهی از گردان امنیتی امام علی در رژه ۳۱ شهریور

گردان‌های امام علی یگان‌های امنیتی از نیروهای بسیج و تحت امر سپاه‌های استانی می‌باشند، که تحت نظر سپاه پاسداران انقلاب اسلامی فعالیت می‌کنند. این گردان‌ها پس از یگان‌های ویژه فراجا وظیفه کنترل شهرهای کشور در موارد بحرانی را برعهده دارند. گردان‌های امام علی از فروردین ۱۳۹۰ و پس از سرکوب اعتراضات پس از انتخابات ریاست‌جمهوری دهم ایران شکل گرفت. هدف از راه‌اندازی این گردان‌ها دفاع از انقلاب و امنیت نظام جمهوری اسلامی اعلام شده است.

## تاریخچه
پیش از این گردان‌های عاشورا و الزهرا وظیفه حفظ امنیت و نظم و آرامش در خلال اعتراضات شهری را داشت که پس از ادغام بسیج در نیروی زمینی سپاه و تشکیل سپاه‌های استانی تغییراتی در ماموریت‌های آن‌ها داده شد. هم‌اکنون گردان‌های عاشورا وظیفه حفاظت از کوی و برزن‌ها و اقدام در حوادث غیر مترقبه را برعهده دارند.
گردان‌های امنیتی امام علی قبل از نیروی انتظامی عادی، یگان ویژه ناجا و نیروهای فعال پایگاه‌های بسیج و مساجد، سطح اول بخش عملیاتی کنترل و مدیریت یا حفظ امنیت و آرامش شهری در ایران هستند. این گردان‌ها در مواقعی وارد صحنه می‌شوند که نیروی انتظامی به دلیل وسعت و شدت اعتراضات قادر به کنترل صحنه تظاهرات نباشد.
مسئول تشکیل این گردان‌ها مهدی ربانی جانشین وقت قرارگاه ثارالله بود که فرماندهی بخش مهمی از اعتراضات سال ۸۸ در تهران را برعهده داشت. غلامحسین غیب‌پرور، فرمانده سابق بسیج، شهریور ۱۳۹۸ به عنوان جانشین فرمانده‌کل سپاه در قرارگاه مرکزی امنیتی امام علی معرفی شد.

## سرکوب معترضین
نیروهای گردان امام علی در ضرب شتم معترضین نقش فعالی داشته‌اند. آن‌ها در اعتراضات خیزش ۱۴۰۱ ایران و آبان ۹۸ نقش دستگیری و ضرب شتم متعرضین و تحویل آن‌ها به بازداشتگاه اطلاعات را داشتند.